# Popis hrvatskih veleposlanika u Gruziji
Republika Hrvatska i Gruzija održavaju diplomatske odnose od 1. veljače 1993. Sjedište veleposlanstva je u Ateni.

## Veleposlanici
Hrvatska nema rezidentno veleposlanstvo u Gruziji. Veleposlanstvo Republike Hrvatske u Helenskoj Republici pokriva Armeniju, Cipar i Gruziju.
| Veleposlanik             | Postavljenje        | Opoziv             | Sjedište |
| ------------------------ | ------------------- | ------------------ | -------- |
| Daniel Bučan             | 28. kolovoza 2002.  | 31. kolovoza 2003. | Atena    |
| Tatjana Kralj Draganić   | 4. studenoga 2003.  | 30. lipnja 2004.   | Atena    |
| Neven Madey              | 26. travnja 2005.   | 9. rujna 2008      | Atena    |
| Vesna Cvjetković Kurelec | 4. veljače 2009.    | 29. ožujka 2012.   | Atena    |
| Ivan Velimir Starčević   | 25. listopada 2012. | 31. kolovoza 2017. | Atena    |
| Aleksandar Sunko         | 9. veljače 2018.    |                    | Atena    |

## Vanjske poveznice
- Gruzija na stranici MVEP-a